# 孝誠仁皇后
孝诚仁皇后（穆麟德轉寫：hiyoošungga unenggi gosin hūwangheo；1654年2月3日—1674年6月6日），姓氏：赫舍里氏（或稱作黑舍里氏、何舍里氏），满洲正黄旗人，是康熙帝髮妻元后。辅政大臣一等公索尼的孙女，議政大臣領侍衛內大臣噶布喇之女，穆瑚禄都督七世孙女。生下承祜、胤礽，原諡號為仁孝皇后。

## 生平
赫舍里氏于顺治十年（1654年）十二月十七日生于穆瑚禄都督大系都英额坤穆的赫舍里氏家族。祖父为輔政大臣索尼，父亲为领侍卫内大臣噶布喇（目前還不知孝誠仁皇后生母的姓氏）。先后有两位姑姑嫁给努尔哈赤的孙辈，一位嫁给了清太祖第十五子多铎之子察尼，另一位嫁给了清太祖第七子阿巴泰之子岳乐。已知的姊妹目前有三人，有一位出嫁信息不明的姐姐，在《康熙起居注》中有“赐仁孝皇后姊”的记录，一位妹妹嫁给了镶黄旗满洲钮祜禄氏辅政大臣遏必隆之子法喀，另一女是康熙十九年入宫待年，即後来的平妃。
康熙四年（1665年）七月七日，太皇太后和康熙皇帝共同選擇與康熙帝年齡相近的赫舍里氏作為大清國的皇后，皇后只比康熙皇帝年齡大3個多月。
康熙四年（1665年）十月，禮部題，今後每年元旦，直隸各省官員照例應進皇后箋文。皇后的千秋節所進箋文。前朝世祖皇帝時，未經齎進，無式可查，恭候皇帝裁定。上諭：「元旦箋文，依議行；千秋節進箋，前朝世祖皇帝時，既未舉行，命令停止進箋」。

## 崩逝
康熙八年（1669年）十二月十三日，皇后生下承祜。
康熙十一年（1672年）二月五日，承祜因染病早殤夭折（未受序齒排序）。
康熙十三年（1674年）五月初三日巳時，皇后於坤寧宮生下皇二子胤礽時，一個時辰後申時，因产后问题或难產問題病逝，皇后得年僅有二十歲。
康熙帝为皇后輟朝五日，并命令諸王以下文武官員及公主王妃以下、八旗二品命婦以上，俱齊集舉哀，持服二十七日。
康熙十三年（1674年）六月二十七日，康熙帝追封大行皇后谥號：仁孝皇后。
仁孝皇后谥号与康熙仁皇帝谥号出现重字。雍正元年改谥號及後乾隆、嘉慶年間累加諡，曰：孝誠恭肅正惠安和淑懿恪敏儷天襄聖仁皇后，簡稱為：孝诚仁皇后。

## 爱屋及乌
康熙十四年（1675年）六月，由於康熙皇帝非常思念她，康熙皇帝晚年時曾經亦親口道出了：「胤礽乃皇后所生，朕煦妪爱惜，亲加训谕…」之語，亦向臣子們透露因與皇后感情深厚之故，所以更要親加訓諭冊立皇太子的。康熙皇帝取得太皇太后和皇太后的慈命和同意後，才能立年僅兩歲的胤礽為皇太子（康熙帝因特別宠爱皇后，所以为了她的儿子胤礽特别突破滿清祖宗八代不可極早预立太子的惯例，事先預立皇太子）。雍正皇帝的登極恩詔中特別評语：『胤礽年幼即深受康熙帝鍾愛，寢處時依恩勤倍篤』。朝鮮使臣回國後，亦向朝鮮國王稟告清朝康熙帝的晚年是特別鍾愛皇后的孫子。
中央研究院館藏檔康熙皇帝硃批諭旨： 康熙十四年（1675年）六月三日。康熙皇帝諭禮部：「帝王紹基垂統，長治久安，必建立元儲，懋隆國本，以綿宗社之祥，慰臣民之望。朕荷天眷誕生嫡子已及二齡，茲者欽奉太皇太后皇太后慈命，建儲大典，宜即舉行今以嫡子為皇太子。爾部詳察應行典禮，選擇吉期具奏」。（康熙皇帝親自挑選皇太子胤礽繼承之日，並參考吉期，選擇當日與承祜出生日為同一日）
康熙十四年（1675年）十二月十二日，以冊立胤礽皇太子，遣官告祭天地、太廟、社稷。
康熙十四年（1675年）十二月十三日，冊立胤礽為皇太子，御太和殿，康熙皇帝率諸王大臣等詣太皇太后皇太后宮行禮。
康熙十四年（1675年）十二月十四日，康熙皇帝诏曰：「自古帝王繼天立極，撫御寰區，必建立元儲，懋隆國本，以綿宗社無疆之休。朕纘膺鴻緒，夙夜兢兢，仰惟祖宗謨烈昭垂，付托至重，承祧衍慶，端在元良。嫡子胤礽，日表英奇航，天資粹美，茲恪遵太皇太后皇太后慈命，載稽典禮，俯順輿情。謹告天地、宗廟、社稷，於康熙十四年十二月十三日，授胤礽以冊寶，立為皇太子，正位東宮，以重萬年之統，以系四海之心。大典告成，洪恩宜霈。所有合行事宜，開列於後。於戲。主器得人，益篤靈長之祜。綸音式渙、用昭浩蕩之仁。布告中外，咸使聞知」。
康熙十六年（1677年）九月甲申，康熙皇帝往閱仁孝皇后山陵。是日啟行，駐蹕三河縣南。
康熙十七年（1678年）十二月九日，康熙皇帝諭禮部：「元良關係國本慶喜懋膺天眷，今皇太子出痘荷天地祖宗社稷之佑，已經痊癒，朕心欣悅，應遣官致祭圜丘方澤太廟社稷行告謝禮，爾部作速擇吉來奏」。（《聖祖仁皇帝御製文集（四庫全書本）卷八》同《明清史料》）
康熙十七年（1678年）十二月十六日，奉天承運康熙皇帝詔曰：「茲皇太子出痘仰荷天地祖宗眷佑，已經痊癒，朕心欣悅，率土同歡遘斯純嘏之祥，宜有鴻恩之沛，應行事宜開列於後，布告中外咸使聞知」。

## 崩逝后续
康熙十三年（1674年）五月初三日，孝诚仁皇后因产子而崩逝，年轻的康熙皇帝悲痛不已，不但送孝诚仁皇后的梓宫往巩华城，更在皇后逝后半年内经常前去陪伴亡妻，一去就是一整日。
康熙十三年六月至十二月，康熙帝前往巩华城34次；康熙十四年，康熙帝前往巩华城24次；康熙十五年，康熙帝前往巩华城15次；康熙十六年正月至七月，当时已立第二任孝昭皇后，康熙帝前往巩华城7次，一直持续多年，前后共计八十余次。尽管康熙帝册立第二任孝昭皇后才过了十几天，康熙帝不顾大喜之期应有避讳，亲自前去巩华城祭奠嫡妻仁孝皇后，甚至至康熙十六年除夕，康熙帝也在巩华城陪伴嫡妻仁孝皇后。
根据《康熙起居注册》的记载，除非朝中有重要祭祀或大事，康熙皇帝在孝诚仁皇后忌辰五月初三日（康熙皇帝亲自前去山陵祭奠孝诚仁皇后）当天破例是不到乾清宫处理政事的，这样的持续到康熙三十八年（1699年），这样的维持已有二十五年载，足见康熙对结发之妻的喜爱和思念。由于康熙皇帝对皇后感情深厚之故，康熙皇帝立嫡皇后所生僅两岁的胤礽封為皇太子，以皇太子的規格親自教導和訓練作為未來的储君。（事隔三十二年後）康熙四十七年，康熙皇帝亲口道出：「胤礽乃皇后所生，朕煦妪爱惜，亲加训谕…」、「胤礽生而克母…朕即位以来诸事节俭，身御敝褥足用布袜，胤礽所用一切遠过于朕」等语。康熙晚年時表示出捨不得废太子。朝鲜国使臣回國禀报国王，亦述说康熙帝晚年捨不得废太子胤礽的。
皇后崩于坤宁宫，奉安梓宫安放停灵之所乾清宫一日。康熙十三年五月初五日，照慣例，必須将皇后的梓宫安放在紫禁城的西方，而康熙帝几乎每日去梓宫前举哀。五月二十七日，康熙帝亲送皇后的梓宫到巩华城。康熙十五年（1676年）二月，景陵开始兴建。十二月，朝鲜使臣面见康熙皇帝，康熙在仁孝皇后的灵柩梓宫前停留陪伴皇后，不愿召见朝鲜使臣，朝鲜使臣回國後向国王稟報：「清皇玄烨不恤国事诶，……每往哭沙河宫殡后之所」。
『文然屢有論列，尤推本君身，請節慎起居，仁孝皇后崩，权攒巩华城，康熙帝数临视，文然密疏谏，且引唐太宗作台望昭陵用魏徵谏毁台事相拟，上亦受之，不怫也』。——《清史稿·卷二百六十三列传五十》康熙十三年，由于仁孝皇后崩世後，康熙帝出于思念嫡妻，频繁極其多次驾临巩华城，但当时正值三藩之乱，御史姚文然上疏康熙帝，觉得康熙帝去巩华城的次数太过频繁，担心他身体有损，故而上谏，让他以大清國为重心。
《聖祖仁皇帝御製文集 卷五》康熙十五年正月十三日，康熙帝諭禮工二部：「仁孝皇后陵寢（景陵）已卜定於孝陵附近之山，理應備依典制營建，但目今軍需浩繁民力維艱，著將地宫先行修造，其餘一應工程俟國用充足之日次第舉行，著即選擇吉期竝應行事宜詳議具奏特諭」。
景陵歷經規劃後，於康熙十五年開始動工，康熙二十年建成；在丧葬制度方面也有诸多重要的改变，景陵地宮開創了皇帝陵內可以先葬皇后，不閉石門，以待皇帝的制度。
康熙二十年二月，陵寢地宮成。三月，仁孝皇后與孝昭皇后同奉安梓宮安葬於康熙皇帝的主陵景陵地宮。

## 康熙皇帝評價皇后
《聖祖仁皇帝御製文集 卷四》（與《聖祖仁皇帝實錄》記載一致）
康煕十三年五月初八日，

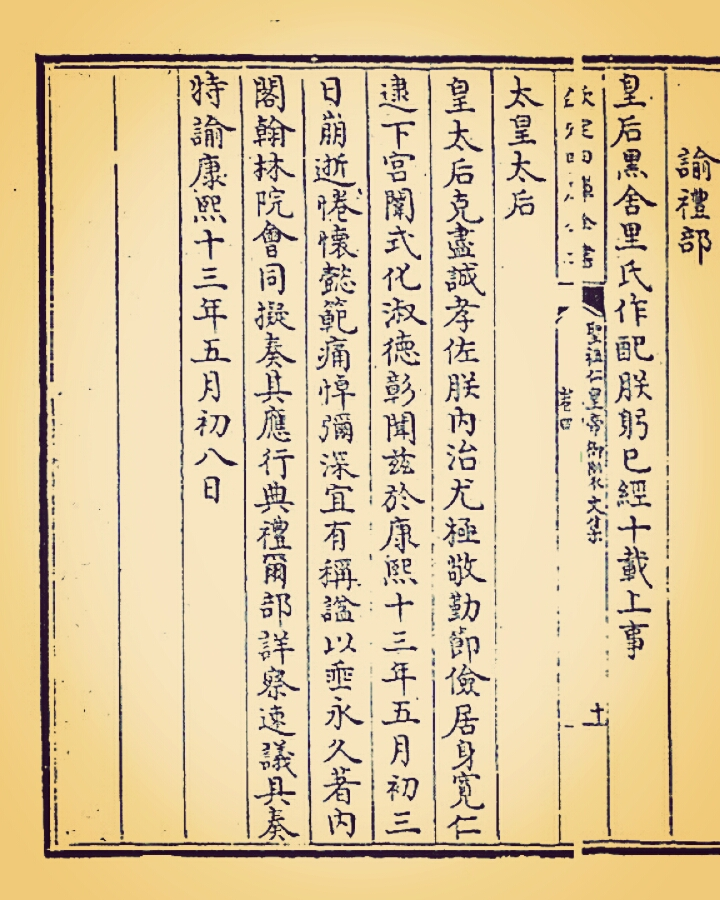
《聖祖仁皇帝御製文集 卷四》

諭禮部：皇后赫舍里氏作配朕躬已經十載，上事太皇太后皇太后克盡誠孝；佐朕内治尤極敬勤節儉，居身寛仁；逮下宮闈式化，淑德彰聞。茲於康熙十三年五月初三日崩逝惓懷懿範痛悼彌深，宜有稱諡，以垂永久，著内閣翰林院㑹同擬奏，其應行典禮，尔部詳察速議具奏特諭。
仁孝皇后定諡册文：《皇朝文獻通考一百十六卷》《聖祖仁皇帝實錄》康熙十三年六月二十七日，【康熙皇帝制曰】：『朕惟王化肇于閨門，洵藉内庭之助，阴教成于宫壸，尤资后德之賢。故皇英嬪而帝道興，任姒归而王图永，缅稽淑行，载籍攸存。惟翚服之有光，斯彤管其纪盛，聿彰令闻，爰著徽称。皇后赫舍里氏，毓自名門，躬全懿范，作朕元配，正位中宫，慈惠本乎性成，柔嘉维则，温恭笃于天赋，礼度攸娴，主雅化于闺闱，表芳型于海宇，勤两宫之孝养婉以承颜；遇九御以宽和，恩能逮下。苹蘩时饬，克佐精诚，浣濯常衣；允昭节俭箴规之益，赞宵旰而弥勤，贞顺之风，御家邦而式化，方期永绥福履。讵意顿隔音容（指：仁孝皇后），月掩椒涂，鉴亡兰殿，朕心伤悼；率土悲哀，怀哲思贤，惓徽音于靡尽；扬休宣誉，垂鸿号于无疆，彝典式遵；崇褒用锡，特以册宝，谥曰：仁孝皇后。于戏。圣善弘宣，奕世颂祎褕之盛；母仪备美，千秋耀琬琰之辉；灵其有知，膺兹光宠』！
康熙十三年六月二十八日，以册谥：「仁孝皇后」，颁诏天下。诏曰：『国家化理，肇起宫闱，阴教敷宣，实资壸德。自古贤后，咸有徽称，昭垂奕世，诚历代之钜典也。皇后赫舍里氏，温惠性成，柔嘉天亶，发祥世胄，正位中宫，佐朕奉事太皇太后、皇太后克诚克孝；统理内治维敬维勤节俭居身；宽仁逮下，徽音茂著，懿范彰闻。兹于康熙十三年五月初三日崩逝，惓淑仪之备美，宜显号以褒扬；爰敕所司，详稽典礼，祗告太庙。六月二十七日，册谥为仁孝皇后礼成。于戏。翟祎在御，难忘十载之芳型；琬琰增辉，永播千秋之令誉』。颁示天下，咸使闻知。

## 皇后祭文
《皇朝文典十三卷之十九》

仁孝皇后五週年祭文。（康熙皇帝親自擬訂祭文）

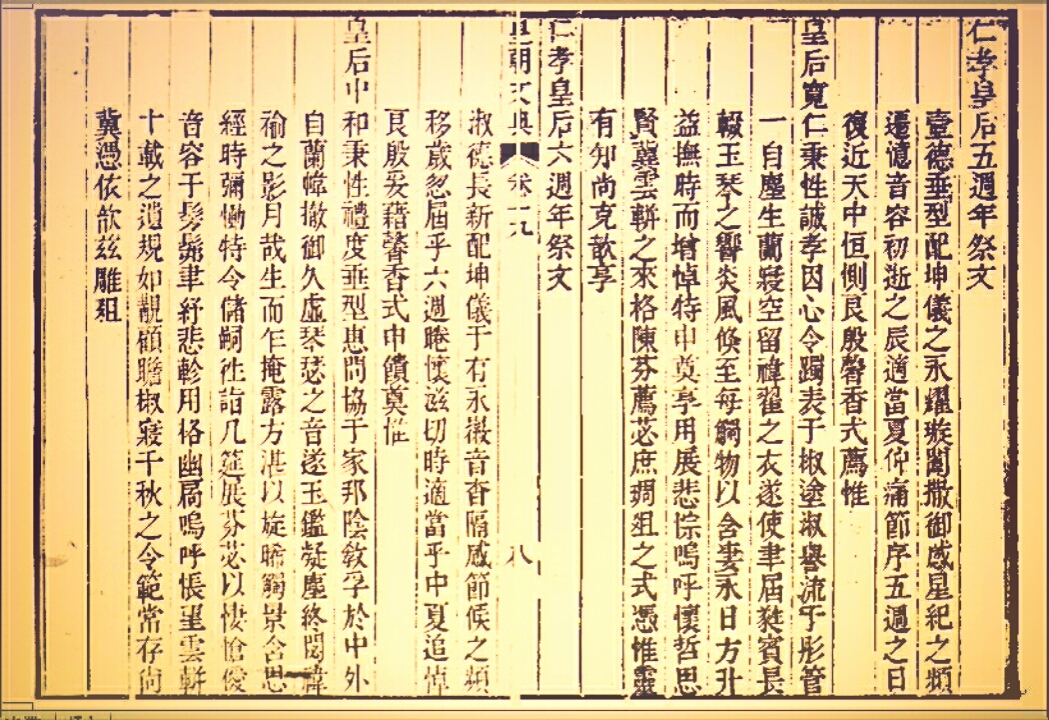
《皇朝文典十三卷之十九》仁孝皇后祭文

壼德垂型，配坤儀之永耀；璇闈撒御，感星紀之頻遷，憶音容（指：仁孝皇后）初逝之辰，適當夏仲；痛節序五週之日，復近天中。恒惻良殷，馨香式薦。惟皇后寬仁秉性，誠孝因心，令躅表于椒塗，淑譽流于彤管。一自塵生蘭寢，空留禕翟之衣，遂使聿屆甤賓，長輟玉琴之響。炎風倏至，每觸物以含凄；永日方升，益撫時而增悼，特申奠享，用展悲悰。嗚呼！懷哲思賢，冀雲軿之來格；陳芬薦苾，庶琱俎之式憑。惟靈有知，尚克歆享。
仁孝皇后六週年祭文
淑德長新，配坤儀于有永；嶶音杳隔，感節候之頻移。歲忽屆乎六週，睠懷滋切，時適當乎中夏，追悼良殷，爰藉馨香，式申饋奠。惟皇后中和秉性，禮度垂型。惠問協于家邦，陰教孚於中外。自蘭幃撤御，久虛琴瑟之音；遂玉鑑凝塵，終閟禕褕之影。月哉生而乍掩，露方湛以旋晞，觸景含思，經時彌慟。特令儲嗣（指：皇太子胤礽）往詣几筵，展芬苾以悽愴，僾音容（指：仁孝皇后）于髣髴。聿紓悲軫，用格幽扄。鳴呼！悵望雲軿，十載之遺規如覯；顧瞻椒寢，千秋之令範常存。尚冀憑依，歆茲雕俎。

## 影视作品
| 影視作品           | 演員     | 角色        |
| 《滿清十三皇朝》   | 陈靖允   | 皇后        |
| 《康熙大帝》       | 王爱民   | 皇后        |
| 《顺治与康熙》     | 司马玉娇 | 皇后        |
| 《天子屠龙》       | 林映辉   | 赫舍里·芳仪 |
| 《康熙情锁金殿》   | 陈滢     | 皇后        |
| 《康熙王朝》       | 李晨涛   | 皇后        |
| 《皇太子秘史》     | 周佳飾   | 皇后        |
| 《少年康熙》       | 姚芊羽   | 赫舍里·芳儿 |
| 《大河颂》         | 张蓓蓓   | 皇后        |
| 《康熙秘史》       | 蔡琳     | 皇后        |
| 《宫锁心玉》       | 邵美琪   | 皇后        |
| 《倾城绝恋》       | 杨紫彤   | 皇后        |
| 《龙珠传奇》       | 张维娜   | 皇后        |
| 《花落宫廷错流年》 | 桑娜     | 皇后        |
| 《少帝康熙》       | 赵韩樱子 | 皇后        |

## 备注
1. ↑  赫舍里皇后初谥"仁孝"，至于"孝诚仁"是雍正帝改謚的。就说"仁孝"这个在清朝皇后中谥号，清朝其他皇后的谥号都以"孝"字开头，分别是：孝慈皇后、孝烈皇后、孝端皇后、孝莊皇后、孝惠皇后、孝康皇后、孝獻皇后，为何到了自己妻子，康熙却别出心裁给了这样一个特殊谥號，而且康熙帝自己的谥號亦为"仁皇帝"。